# Lawrenceville (Illinois)
Lawrenceville – miasto w Stanach Zjednoczonych, w stanie Illinois, siedziba administracyjna hrabstwa Lawrence.